# Richard Acland
Richard Thomas Dyke Acland, 15e baronnet (26 novembre 1906 - 24 novembre 1990) est l'un des membres fondateurs du British Common Wealth Party en 1942, après avoir été député libéral. Il rejoint le Parti travailliste en 1945 et est plus tard député travailliste . Il est l'un des fondateurs de la Campagne pour le désarmement nucléaire (CND).

## Premières années
Richard Thomas Dyke Acland est né le 26 novembre 1906 à Broadclyst, Devon, le fils aîné de Francis Dyke Acland (1874-1939), 14e baronnet, un député libéral et sa première épouse Eleanor Acland (1878-1933), femme politique libérale, suffragiste et romancière . Il a deux frères et une sœur, et son frère Geoffrey Acland, est également un homme politique libéral.
Il fait ses études à la Rugby School et au Balliol College d'Oxford, avant de se qualifier comme avocat (admis à l'Inner Temple en 1930) . Il sert brièvement en temps de paix en tant que lieutenant dans la 96e brigade de campagne (Royal Devon Yeomanry), RA.
Acland se présente sans succès pour le Parlement à Torquay aux élections générales de 1929. Il est élu député libéral de Barnstaple aux élections de 1935, après s'être présenté une première fois pour le siège aux élections générales de 1931. Il est whip junior pour les libéraux . Il aide à lancer le Front populaire en décembre 1936 . Sa ligne politique change de cap par la suite, comme le montrent les diverses brochures politiques qu'il a écrites.
Le 15 avril 1936, il épouse Anne Stella Alford, architecte, et ensemble ils ont quatre fils, dont John Dyke Acland et Robert D. Acland.
Il succède à son père comme baronnet en 1939.

## Parti de la richesse commune
En 1942, Acland rompt avec les libéraux pour fonder le Common Wealth Party socialiste avec John Boynton Priestley, Vernon Bartlett et Tom Wintringham (en), s'opposant à la coalition entre les principaux partis. Pendant la Seconde Guerre mondiale, le nouveau parti montre des signes de percée, en particulier à Londres et dans le Merseyside, remportant trois élections partielles. Cependant, les élections générales de 1945 sont une grave déception. Un seul député, Ernest Millington, est élu, et d'autres personnalités sont parties, certaines rejoignant le Parti travailliste. Acland lui-même perd à Putney, où il arrive troisième .

## Député travailliste
Acland rejoint le parti travailliste et est sélectionné pour le siège de Gravesend à la suite de l'expulsion du député travailliste Garry Allighan du parti pour avoir fait des allégations de corruption. Il remporte l'élection partielle de Gravesend de novembre 1947 avec une majorité de 1675 voix .
De retour au Parlement, Acland occupe le poste de commissaire aux successions de l'Église de 1950 à 1951. En 1955, il quitte le parti travailliste pour protester contre le soutien du parti à la politique de défense nucléaire du gouvernement conservateur, et perd à Gravesend en tant qu'indépendant la même année, permettant aux conservateurs de prendre le siège, faisant perdre le nouveau candidat travailliste, Victor Mishcon.

## Fin de carrière
En tant que défenseur de la propriété foncière publique, Acland estime qu'il est impossible de concilier sa possession des domaines Acland avec sa politique; en 1944, il vend ses domaines de West Country à Killerton dans le Devon et Holnicote dans le Somerset au National Trust pour 134 000 £ (2011 équivalent 13,5 millions de £), partie par principe et aussi pour assurer leur conservation intacte . Cette décision de renoncer à la propriété Acland conduit à des désaccords avec sa femme et à la possibilité de séparation, mais ils se sont finalement réconciliés. Anne Acland, avant de déposer ses lettres, détruit toutes celles relatives à cette période de désaccord, entre le milieu de l'été 1942 et janvier 1943 . Correspondant avec le National Trust, Acland déclare: «Je ne vous donne pas tous mes biens. J'en garde une partie pour vivre, une partie pour acheter une maison et une partie je la donne à Common Wealth. Avec ce qui reste, je paie autant de dettes que possible [il s'agit de 21 000 £ de droits de succession sur la succession de son père et de 11 000 £ de dettes accumulées, équivalant à environ 3 millions de £ en 2011], puis je te remets le reste., vous laissant, j'ai le regret de vous dire, de vous occuper de ce qui reste des dettes. ".
Peu de temps après avoir quitté le Parlement, il prend un emploi de maître de mathématiques à la Wandsworth Grammar School à Sutherland Grove, New Southfields, Londres, à partir de septembre 1955. En 1957, il contribue à la création de la Campagne pour le désarmement nucléaire (CND) et est maître de conférences en éducation au St. Luke's College of Education, Exeter, entre 1959 et sa retraite en 1974. Acland est décédé à Exeter en 1990, à l'âge de 83 ans.

## Écrits
Le livre d'Acland, Unser Kampf, publié par Penguin en 1940, contient des idées inspirées d'une vision morale chrétienne de la société. Il s'est avéré extrêmement populaire, avec 5 impressions en six mois. Ses travaux ultérieurs, The Forward March (1941) et How it can be done (1943) ont développé ces thèmes . Il préconise la propriété commune, citant le travail de Conrad Noel ainsi que la Bible pour soutenir ses vues.